# Руско-украјински односи
Тренутно не постоје дипломатски или билатерални односи између Русије и Украјине. Две државе су у рату од када је Русија извршила анексију полуострва Крим у фебруару 2014. године, а наоружане групе под руском контролом заузеле су зграде владе Донбаса у мају 2014. Након украјинског Евромајдана 2014. године, украјинско полуострво Крим окупирале су необележене руске снаге, а касније га је Русија анектирала, док су проруски сепаратисти истовремено ангажовали украјинску војску у оружаном сукобу за контролу над источном Украјином; ови догађаји означили су почетак руско-украјинског рата. У великој ескалацији сукоба 24. фебруара 2022. Русија је покренула војну инвазију великих размера, због чега је Украјина прекинула све формалне дипломатске односе са Русијом.
Након распада Совјетског Савеза 1991. године, билатерални односи држава наследница прошли су периоде веза, тензија и отвореног непријатељства. Почетком 1990-их, политиком Украјине доминирале су тежње да осигура свој суверенитет и независност, а затим је следила спољна политика која је балансирала сарадњу са Европском унијом (ЕУ), Русијом и другим моћним политичким државама.
Односи између две земље постали су непријатељски настројени након украјинске револуције 2014. године, коју је пратила руска анексија Крима од Украјине, и рата у Донбасу, у којем је Русија подржала сепаратистичке борце Доњецке Народне Републике и Луганске Народне Републике. У сукобима је до почетка 2020. погинуло преко 13.000 људи, а Русији су уведене међународне санкције. Раскинути су бројни билатерални споразуми и прекинуте економске везе.
Током 2021. и 2022. године, гомилање руске војске на граници Украјине ескалирало је тензије између две земље и заоштрило њихове билатералне односе, што је на крају довело до тога да је Русија покренула пуну инвазију на земљу. Украјина је прекинула дипломатске односе са Русијом као одговор на инвазију. Улице са именима руских личности и споменици који симболизују руско и украјинско пријатељство уклоњени су са разних локација широм Украјине. У марту 2023. Врховна рада је забранила топонимију са именима везаним за Русију.

## Историја односа

### Кијевска Русија
И Русија, Украјина и Белорусија полажу право на своје наслеђе из Кијевске Русије (Кијевске Русије), државе која је ујединила већину источнословенских и неких финских племена и усвојила византијско православље у периоду од деветог до једанаестог века. Према старим руским хроникама, Кијев (Кијев), престоница модерне Украјине, проглашен је за мајку руских градова, јер је био престоница моћне касносредњовековне државе Русије.

### Московија и Руско царство
Након монголске инвазије на Кијевску Русију, историје народа који су насељавали територије Русије и Украјине су се разишли. Велика московска кнежевина ујединила је све остатке северних руских покрајина и развило се у руску државу. Краљевина Галиција-Волинија дошла је под доминацију Великог војводства Литваније, а затим Пољско-литванске заједнице. У оквиру Комонвелта, милитантни Запорошки козаци одбијали су полонизацију и често су се сукобљавали са владом Комонвелта коју је контролисало пољско племство.
Немири међу Козацима навели су их да се побуне против Комонвелта и траже унију са Русијом, са којом су имали сличности у култури, језику и вери. Ово је формализовано Перејаславским уговором 1654. Почевши од средине 17. века, већи део територије Украјине је постепено припојио Руско царство и њена аутономија је одузета у време поделе Пољске у касном 18. веку. Убрзо након тога, руско царство је насилно распустило козачку војску и већина козака је пресељена у област Кубан на јужној ивици Руске империје.
Руско царство сматрало је Украјинце (и Белорусе) етнички Русима и називало их „ малорусима “ и видело је да се руски народ састоји од „тројства“ поднација: Велике Русије, Мале Русије и Беле Русије. До краја Првог светског рата овом ставу се противила само мала група украјинских националиста. Ипак, уочена претња „украјинског сепаратизма“ покренула је низ мера усмерених на русификовање „малоруса“. Године 1804. украјински језик је забрањен у школама као предмет и наставни језик. 1876. секретар Александра II Емс Указ забранио је објављивање и увоз већине књига на украјинском језику, јавне представе и предавања на украјинском језику, па чак и штампање украјинских текстова који прате нотне записе.

### Украјинска Народна Република и Украјинска држава
Совјетска Русија је била принуђена да призна украјинску независност у марту 1918. потписивањем Брест-Литовског споразума као последица примирја између Русије и Централних сила. Ово је само зауставило украјинско-совјетски рат који је поново почео крајем 1918. Поразом Украјинске Народне Републике 1921. године највећи део њене територије је укључен у Украјинску Совјетску Социјалистичку Републику.

### Совјетски Савез

#### Украјинска Народна Република
Фебруарска револуција је довела до успостављања званичних односа између руске привремене владе и украјинске Централне раде (Централни савет Украјине) коју је у руској влади представљао њен комесар Петро Стебницки. Истовремено је Дмитриј Одинец именован за представника руских послова у украјинској влади. Након совјетске војне агресије совјетске владе почетком 1918. године, Украјина је 22. јануара 1918. прогласила своју пуну независност од Руске Републике, као Украјинска Народна Република која је постојала од 1917. до 1922. године. Два Брест-Литовска уговора које су Украјина и Русија потписале одвојено са Централним силама смириле су војни сукоб између њих, а исте године су започети мировни преговори.
Након завршетка Првог светског рата, Украјина је постала бојно поље у украјинском рату за независност, повезаном са руским грађанским ратом . И Руси и Украјинци су се борили у скоро свим армијама на основу личних политичких уверења.
Године 1922, Украјина и Русија су биле две од оснивача Савеза Совјетских Социјалистичких Република и биле су потписнице споразума којим је унија прекинута у децембру 1991.
Крај Руске империје окончао је и забрану украјинског језика. Након тога је уследио период Коренизације који је промовисао културе различитих совјетских република.

#### Холодомор
1932–1933 Украјина је доживела Холодомор (Ukrainian       ; изведено из Морити голодом) што је била људска глад у Украјинској Совјетској Социјалистичкој Републици која је убила до 7,5 милиона Украјинаца. Током глади, која је позната и као „Терор-глад у Украјини” и „Геноцид глади у Украјини”, милиони грађана Украјинске ССР, углавном етничких Украјинаца, умрли су од глади у невиђеној мирнодопској катастрофи. Научници се не слажу око релативног значаја природних фактора и лоше економске политике као узрока глади, и степена до којег су совјетски лидери унапред планирали уништење украјинског сељаштва.
Глад у вези са Холодомором проширила се на многе совјетске републике, укључујући Русију и Казахстан. У недостатку документарних доказа о намери, научници су такође тврдили да је Холодомор био изазван економским проблемима повезаним са радикалним променама спроведеним током периода ликвидације приватне својине и совјетске индустријализације, у комбинацији са широко распрострањеном сушом раних 1930-их. Међутим, 13. јануара 2010. Апелациони суд у Кијеву прогласио је Стаљина, Кагановича, Молотова и украјинске совјетске лидере Косиора и Чубара, између осталих функционера, постхумно кривим за геноцид над Украјинцима током глади у холодомору.

### Украјинска независност
Национализам се проширио након политичке либерализације Совјетског Савеза од стране Михаила Горбачова 1980-их.  Народни покрет Украјине за независност је основан 1989. Након што је Конгрес народних посланика Русије донео Декларацију о државном суверенитету Руске Совјетске Федеративне Социјалистичке Републике, Врховна Рада Украјинске Совјетске Социјалистичке Републике донела је сличну декларацију 16. јула 1991. Након покушаја совјетског државног удара 1991. године, Декларација о независности Украјине је донета 24. августа 1991. са једним гласом против.  Референдум о независности Украјине 1991. године, који је уследио, одобрио је ово већином од 92,3% и већином у свим регионима Украјине. 
Како је наведено на сајту украјинског Министарства спољних послова 2002. године, Руска Федерација је признала независност Украјине 5. децембра 1991. и званично успоставила дипломатске односе 14. фебруара 1992.
Основу за постсовјетске односе поставили су Беловешки споразуми између новог украјинског лидера Леонида Кравчука и руског председника Бориса Јељцина, уз белоруског лидера Станислава Шушкевича.  Док су се лидери сложили да формално распусте Совјетски Савез, Руси су хтели да створе нове наднационалне структуре које би га замениле, противећи се Украјинацима. Иако је ово довело до успостављања Заједнице независних држава, није резултирало никаквим правно обавезујућим обавезама.  Убрзо су успостављене Оружане снаге независне Украјине: градоначелник Лењинграда Анатолиј Собчак рекао је да је то „темпирана бомба испод будућности читавог човечанства“, док је политиколог Џон Миршајмер заговарао нуклеарно наоружану Украјину како би одржала мир и спречила Русију да крене да је поново освоји.

### 1990-их

#### Нуклеарно разоружање
Након распада Совјетског Савеза, Украјина је стекла независност и наследила трећу највећу нуклеарну залиху на свету, заједно са значајним средствима за њено пројектовање и производњу. Земља је имала 130 интерконтиненталних балистичких ракета (ИЦБМ) УР-100Н са по шест бојевих глава, 46 интерконтиненталних балистичких ракета УР-100Н, 46 ИЦБМ РТ-23 Молодец са по десет бојевих глава, као и 33 тешка бомбардера, укупно око 1.700 бојевих глава које су остале на територији Украјине. Док је Украјина имала физичку контролу над оружјем, није имала оперативну контролу, пошто је оно зависило од електронских Пермиссиве Ацтион Линкс под руском контролом и руског система командовања и контроле. Украјина је 1992. пристала да добровољно уклони преко 3.000 комада тактичког нуклеарног оружја.
Након потписивања Будимпештанског меморандума о безбедносним гаранцијама из 1994. између САД, Велике Британије и Русије, као и сличних споразума са Француском и Кином, Украјина је пристала да уништи остатак свог нуклеарног оружја и да се придружи Уговору о неширењу нуклеарног оружја (НПТ). Меморандуми, потписани у Патриа Холу у Будимпештанском конгресном центру са америчким амбасадором Доналдом М. Блинкеном, између осталих присутних, забрањују Руској Федерацији, Уједињеном Краљевству и Сједињеним Државама да прете или користе војну силу или економску принуду против Украјине, „осим у самоодбрани или на други начин у складу са Повељом Уједињених нација “. До 1996. Украјина је пребацила све стратешке бојеве главе из совјетске ере Русији.

#### Крим, Севастопољ и дивизија Црноморске флоте
Други велики спор у раним годинама био је око судбине Црноморске флоте, као и њених оперативних база, углавном Севастопоља на полуострву Крим. Као војни град са „свесавезним статусом“ у Совјетском Савезу, Русија је сматрала да Севастопољ припада њему као држави наследници совјетске централне владе. Такав став је био и у погледу Црноморске флоте, подржан од Јељцина. Пренос Крима 1954. од стране првог секретара Комунистичке партије Никите Хрушчова проглашен је нелегитимним од стране руског законодавства у мају 1992. године, што је заузврат оспорио украјински парламент.
Паралелно са дебатама око Црноморске флоте био је политички покрет унутар тадашње Републике Крим за већу независност унутар Украјине, или ближе везе са Русијом. Године 1994, проруски кандидат Јуриј Мешков изабран је за председника Крима, а истог лета Градско веће Севастопоља изгласало је придруживање Русији. Међутим, одлуку су осудили и Јељцин и тада недавно изабрани председник Украјине Леонид Кучма, за којег се нашироко сматра да је проруски кандидат. Ово је, заједно са унутрашњим политичким поделама унутар самог Крима, довело до тога да покрет изгуби подршку.
Постигнути су споразуми о подели флоте 50/50 у августу 1992. и јуну 1993.  Међутим, у септембру 1993. Русија је почела да користи претњу о прекиду испоруке гаса како би постигла бољи исход по том питању.  После неколико година интензивних преговора, читаво питање је решено 1997. године. Уговор о подели поделио је флоту и дозволио Русији да закупи неке од поморских база у Севастопољу за руску морнарицу до 2017. (продужено до 2042. године са Харковским пактом), а Уговором о пријатељству фиксиран је принцип стратешког партнерства, признавање неповредивости њених постојећих граница и територијална интеграција, а не поштовање територијалне интеграције. територију да нашкоде безбедности једни другима.

#### Економија
Још један велики спор везан је за снабдевање енергијом, пошто је неколико нафтовода и гасовода совјетско-западна Европа пролазило кроз Украјину. Након што су нови споразуми ступили на снагу, украјински дугови за гас Русији су отплаћени трансфером неког нуклеарног оружја које је Украјина наследила од СССР-а у Русију, као што су стратешки бомбардери Ту-160.
Док је руски удео у украјинском извозу опао са 26,2% у 1997. на око 23% у 1998–2000, удео увоза је остао стабилан на 45–50% од укупног. Све у свему, између једне трећине и једне половине украјинске трговине је било са Руском Федерацијом. Зависност је била посебно јака у енергетици. До 75% годишње потрошеног гаса и близу 80% нафте долазило је из Русије. На извозној страни, зависност од Русије је такође била значајна. Русија је остала примарно украјинско тржиште за црне метале, челичне плоче и цеви, електричне машине, алатне машине и опрему, храну и производе хемијске индустрије. То је било тржиште наде за украјинску робу са високом додатом вредношћу, од чега је више од девет десетина историјски везано за руске потрошаче.
Пошто су стари купци отишли до 1997. године, Украјина је доживела пад од 97–99% у производњи индустријских машина са дигиталним системима управљања, телевизора, магнетофона, багера, аутомобила и камиона. У исто време и упркос посткомунистичком успоравању, Русија је изашла као четврти највећи инвеститор у украјинску економију, после САД, Холандије и Немачке, са 150,6 долара. милиона од 2.047 долара милијарди страних директних инвестиција које је Украјина примила из свих извора до 1998.

### 2000-те
Иако су постојали спорови пре украјинских председничких избора 2004. године, укључујући спекулације о случајном обарању руског авиона од стране украјинске војске и контроверзи око острва Тузла, односи са Русијом у последњим годинама мандата Леонида Кучме су се побољшали. Руска влада је 2002. године учествовала у финансирању изградње нуклеарних електрана Хмељницки и Ривне. У јануару 2003. обе земље су потписале споразум о дефинисању копнене границе између њих. У децембру 2003. Русија је обезбедила споразум о сарадњи око Керчког мореуза. Русија је 2003. покушала да интегрише Украјину у нови Јединствени економски простор који предводи Русија (познат и као Споразум о заједничкој економској зони) са Русијом. Међутим, са председником Виктором Јушченко на власти, појавило се неколико проблема, укључујући гасне спорове између Русије и Украјине због све веће сарадње Украјине са ЕУ и настојања да се придружи НАТО-у.
Укупна перцепција односа са Русијом у Украјини се у великој мери разликује од регионалних фактора. Многи русофони источни и јужни региони, који су такође дом већине руске дијаспоре у Украјини, поздрављају ближе односе са Русијом. Међутим, даљи централни и посебно западни региони Украјине показују мање пријатељски став према идеји историјске везе са Русијом и посебно са Совјетским Савезом.
У Русији нема регионалних разлика у мишљењу o Украјини, али у целини, недавни покушаји Украјине да се придружи ЕУ и НАТО-у су виђени као промена курса само на прозападну, антируску оријентацију Украјине и самим тим као знак непријатељства, што је резултирало падом перцепције Украјине у Русији (иако је председник Украјине Виктор Јушченко уверио Русију да приступање НАТО пакту није антируски акт, Путин је рекао да би Русија поздравила чланство Украјине у ЕУ). Ово је додатно подстакла јавна расправа у Украјини о томе да ли руски језик треба да добије статус званичног и да постане други државни језик. Током гасног сукоба 2009. године, руски медији су готово уједначено приказивали Украјину као агресивну и похлепну државу која је желела да се удружи са непријатељима Русије и да експлоатише јефтини руски гас.
Даље погоршање односа изазвано је ратоборним изјавама које су током 2007–2008. дали и руски (нпр. Министарство спољних послова Русије, градоначелник Москве Јуриј Лужков, а потом председник Владимир Путин) и украјински политичари, на пример, бивши министар спољних послова Тарасјук,, бивши министар спољних послова Украјине Evhen Kornichuk и тада лидер парламентарне опозиције Јулија Тимошенко.
Статус руске Црноморске флоте у Севастопољу остао је предмет неслагања и тензија.

#### Друга Тимошенкова влада
У фебруару 2008. Русија се једнострано повукла из украјинско-руског међувладиног споразума о „Главном центру за упозоравање на ракетне нападе" потписаног 1997.
Током руско-грузијског рата односи између Украјине и Русије су се погоршали због украјинске подршке Грузији и руских тврдњи да Украјина испоручује оружје Грузији, као и због нових украјинских прописа за руску Црноморску флоту, која је слала бродове и маринце у рат, као што је захтев да Русија добије претходну дозволу приликом преласка украјинске границе, што је Русија одбила да испоштује. Даља неслагања око украјинског става о Грузији и односима са Русијом била су међу питањима која су срушила коалициону владу између Блока Наша Украјина-Народна самоодбрана и Блока Јулије Тимошенко у септембру 2008. (16. децембра 2008, коалиција је поново створена са новим коалиционим партнером, Линтв Блок). Ово је поново покренуло контроверзу око руског војног присуства на Криму.
Руски премијер Владимир Путин оптужио је 2. октобра 2008. Украјину да је испоручивала оружје Грузији током руско-грузијског рата. Путин је такође тврдио да Москва има доказе који доказују да су украјински војни експерти били присутни у зони сукоба током рата. Украјина је негирала оптужбе. Шеф њене државне компаније за извоз оружја, Укрспетсекпорт, рекао је да током рата није продато оружје, а министар одбране Јуриј Јехануров негирао је да се украјинско војно особље борило на страни Грузије.
Генерални тужилац Украјине Олександар Медведко потврдио је 25. септембра 2009. да у руско-грузијском рату 2008. није учествовало особље Оружаних снага Украјине, да у сукобу није било никаквог наоружања или војне опреме Оружаних снага Украјине и да није пружена помоћ грузијској страни. Он је такође потврдио да су међународни трансфери војне опреме између Украјине и Грузије од 2006. до 2008. године обављени у складу са ранијим уговорима, законима Украјине и међународним уговорима.
САД су подржале настојања Украјине да се придружи НАТО-у покренута у јануару 2008. као покушај да се добије Акциони план за чланство у НАТО-у. Русија се оштро противила свакој перспективи да Украјина и Грузија постану чланице НАТО-а. Према наводном транскрипту Путиновог говора на самиту Савета НАТО-Русија 2008. у Букурешту, Путин је говорио о одговорности Русије за етничке Русе који живе у Украјини и позвао своје НАТО партнере да делују савесно; према неким медијским извештајима, он је тада и приватно наговестио свом америчком колеги могућност да Украјина изгуби интегритет у случају уласка у НАТО. Према документу у дипломатској депеши Сједињених Држава, Путин је „имплицитно довео у питање територијални интегритет Украјине, сугеришући да је Украјина вештачка творевина сашивена са територијама Пољске, Чешке, Румуније, а посебно Русије после Другог светског рата“.
Током спора у јануару 2009. око цена природног гаса, обустављен је извоз руског природног гаса преко Украјине. Односи су се додатно погоршали када је руски премијер Путин током овог спора рекао да „украјинско политичко руководство показује своју неспособност да реши економске проблеме, а [...] ситуација истиче високу криминализацију [украјинских] власти“ и када су у фебруару 2009. (после сукоба) украјински председник Јушченко и  Министарство спољних послова Украјине размотрили  изјаву да Украјина мора да надокнади губитке у гасној кризи европским земљама је „емотивна изјава која је непријатељска према Украјини и државама чланицама ЕУ “. Током сукоба, руски медији су готово једнообразно приказивали Украјину као агресивну и похлепну државу која је желела да се удружи са непријатељима Русије и да експлоатише јефтини руски гас.
Након што је објављен „мастер план“ за модернизацију инфраструктуре природног гаса Украјине између ЕУ и Украјине (23. марта 2009.), руски министар енергетике Сергеј Шматко је на инвестиционој конференцији на којој је представљен план рекао да се чини да он правно приближава Украјину Европској унији и да може штетити интересима Москве. Према Путиновим речима, „разговарати о таквим питањима без основног добављача једноставно није озбиљно“.
У процурелом америчком дипломатском депешу у вези са руско-украјинском гасном кризом у јануару 2009., амерички амбасадор у Украјини Вилијам Тејлор цитирао је амбасадора Украјине у Русији Костјантина Хришченка који је изразио своје мишљење да су лидери Кремља желели да виде потпуно подређену особу на челу у Кијеву (тадашње регентство у Украјини и ниско пређеничко руководство у Украјини) лично поштовање према Јануковичу, али је тадашњу премијерку Тимошенко доживљавао као некога коме можда не може веровати, али са ким може да има посла.
Руски председник Дмитриј Медведев је 11. августа 2009. објавио отворено писмо и видео-блог на сајту Кремлин.ру и званичном блогу Кремљ ЛивеЈоурнал, у којима је критиковао Јушченка због онога што је Медведев тврдио да је одговорност украјинског председника за погоршање руско-украјинских односа и „тренутни став украјинских власти”. Медведев је даље најавио да неће слати новог амбасадора у Украјину док не дође до побољшања односа. Као одговор, Јушченко је написао писмо у којем је навео да не може да се сложи да су украјинско-руски односи наишли на проблеме и питао се зашто је руски председник потпуно одбацио руску одговорност за ово.
Аналитичари кажу да је порука Медведева била темпирана да утиче на кампању за украјинске председничке изборе 2010. године. Портпарол америчког Стејт департмента, коментаришући поруку коју је Медведев упутио украјинском колеги Јушенку, рекао је, између осталог: „За Украјину и Русију је важно да имају конструктиван однос. Нисам сигуран да су ови коментари нужно у том духу. Али, убудуће, Украјина има право да бира сопствене изборе и осећамо да има право да се придружи НАТО-у.“
Руски министар спољних послова Сергеј Лавров је 7. октобра 2009. рекао да руска влада жели да економија превлада у руско-украјинским односима и да ће се односи између две земље побољшати ако две земље успоставе заједничка предузећа, посебно у малим и средњим предузећима. На истом састанку у Харкову, Лавров је рекао да руска влада неће одговорити на украјински предлог да се организује састанак руског и украјинског председника, али да се „контакти између министарстава спољних послова две земље одржавају трајно“.
Украјински министар спољних послова Петро Порошенко и Лавров договорили су се 2. децембра 2009. да постепено напуштају састављање спискова особа којима је забрањен улазак у њихове земље.

### 2010.-те

#### Председништво Виктора Јануковича
Према Тарасу Кузију, Виктор Јанукович је био најпрорускији и најнеосовјетскији да је председник изабран у Украјини. Након свог избора, испунио је захтеве које је изнео руски председник Дмитриј Медведев у свом писму бившем председнику Виктору Јушченко у августу 2009.
Дана 22. априла 2010. председници Виктор Јанукович и Дмитриј Медведев потписали су споразум о закупу базе руских морнаричких снага у Севастопољу на 25 година у замену за снижене испоруке природног гаса које су износиле 100 долара за 1.000 кубних метара. Уговор о продужењу закупа био је веома контроверзан унутар и ван Украјине.
Председник Дмитриј Медведев је 17. маја 2010. допутовао у дводневну посету Кијеву. Током посете Медведев се надао да ће потписати споразуме о сарадњи у „међурегионалним и међународним проблемима“, наводи РИА Новости . Ово је на званичном упиту у Врховној ради поменуо и први потпредседник владе Андриј Кљујев. Према неким новинским агенцијама, главна сврха посете била је решавање несугласица у руско-украјинским енергетским односима након што је Виктор Јанукович пристао на делимично спајање Гаспрома и Нафтогаса. Осим спајања државних гасних компанија, разговара се и о спајању сектора нуклеарне енергије.
Оба председника Русије Дмитриј Медведев (април 2010.) и руски премијер Владимир Путин (јун 2010.) изјавили су да су приметили велики напредак у односима од времена председника Виктора Јануковича.
14. маја 2013. непознати ветеран непознате обавештајне службе Сергеј Разумовски, вођа Свеукрајинског удружења официра бескућника, који живи у Украјини под украјинском заставом, позвао је на стварање украјинско-руских међународних добровољачких бригада за подршку влади Башара ал-Асада у Сирији за борбу против побуњеника. Један од разлога зашто је Розумовски желео да створи такве бригаде био је тај што је сматрао да влада Украјине не подржава њен официрски корпус. Због тога је Розумовски намеравао да поднесе захтев за сиријско држављанство. Неки извори тврде да је био провокатор Кремља.
Дана 17. јула 2013. у близини руске обале Азовског мора, која се сматра унутрашњим водама и Русије и Украјине (без разграничења), патролни чамац руске обалске страже сударио се са украјинским рибарским бродом. Четири рибара су погинула, док су руске власти притвориле једног под оптужбом за криволов. Према речима преживелог рибара, њихов чамац су ударили Руси  и пуцали су на рибаре, док су руске агенције за провођење закона тврдиле да су ловокрадице покушале да се забију у патролни брод. Министарка правде Украјине Олена Лукаш признала је да Русија нема надлежност да кривично гони притвореног држављанина Украјине.
Према речима супруге преживелог рибара, украјински конзул у Русији био је веома пасиван у пружању било какве подршке по том питању. Очекивало се да ће преживели рибар бити пуштен у Украјину пре 12. августа 2013, међутим, тужилаштво Русије је одлучило да Украјинца задржи у притвору у Русији.

#### Економске интеграције и Евромајдан
Украјина је 2013. и тражила статус посматрача у Царинској унији Белорусије, Казахстана и Русије  и наставила да иде уз споразум о придруживању са ЕУ, који би требало да буде потписан тог новембра.
Руска царинска служба је 14. августа 2013. зауставила сав увоз који долази из Украјине. Неки политичари су то видели као почетак трговинског рата против Украјине да би спречили Украјину да потпише трговински споразум са Европском унијом. Према Павлу Климкину, једном од украјинских преговарача о Споразуму о придруживању, у почетку „Руси једноставно нису веровали да се (споразум о придруживању са ЕУ) може остварити. Нису веровали у нашу способност да преговарамо о добром споразуму и нису веровали у нашу посвећеност примени доброг споразума“.
У септембру 2013. Русија је упозорила Украјину да ће се, ако настави са планираним споразумом о слободној трговини са ЕУ, суочити са финансијском катастрофом и вероватно колапсом државе. Сергеј Глазјев, саветник председника Владимира Путина, рекао је да „украјинске власти праве огромну грешку ако мисле да ће руска реакција постати неутрална за неколико година. То се неће догодити“. Русија је већ увела ограничења на увоз одређених украјинских производа, а Глазјев није искључио даље санкције ако споразум буде потписан. Глазјев је дозволио могућност појаве сепаратистичких покрета на истоку и југу Украјине на руском говорном подручју.
Јанукович је 21. новембра 2013. обуставио припреме за потписивање Споразума о придруживању ЕУ, како би тражио ближе економске односе са Русијом. Руски председник Владимир Путин је 17. децембра 2013. пристао да позајми Украјини 15 милијарди долара финансијске помоћи и 33% попуста на цене природног гаса. Споразум је потписан усред масовних, текућих протеста у Украјини због ближих веза између Украјине и Европске уније. Критичари су истакли да је у месецима пре споразума од 17. децембра 2013. промена руских царинских прописа о увозу из Украјине представљала руски покушај да спречи Украјину да потпише Споразум о придруживању са Европском унијом.

#### Анексија Крима и рат на истоку Украјине
Након свргавања веома корумпираног, проруског председника Виктора Јануковича у Револуцији достојанства, руски војници без маски заузели су бројне важне зграде на Криму, укључујући зграду парламента и два аеродрома 27. фебруара. Под опсадом, Врховни савет Крима је разрешио владу аутономне републике и заменио председника Савета министара Крима, Анатолија Мохиљова, Сергејем Аксјоновом.
Украјина је оптужила Русију да се меша у унутрашње ствари Украјине, док је руска страна званично демантовала такве тврдње. Као одговор на кризу, украјински парламент је затражио од потписника Будимпештанског меморандума да потврде своју посвећеност принципима садржаним у политичком споразуму, и даље затражио да одрже консултације са Украјином како би ублажиле тензије. Руски парламент је 1. марта без објаве рата дао председнику Владимиру Путину овлашћење да користи војну силу у Украјини. Истог дана, вршилац дужности председника Украјине Олександр Турчинов прогласио је неуставним именовање премијера Крима. Он је рекао: „Понашање Руске Федерације сматрамо директном агресијом на суверенитет Украјине!“
Средином марта, након спорног локалног референдума, Русија је признала Крим као суверену државу и наставила са формалном анексијом полуострва. Министарство спољних послова Украјине позвало је привременог директора Русије у Украјини да уручи вербалну ноту протеста против руског признања Републике Крим и њеног накнадног припајања. Два дана касније, Врховна Рада је осудила споразум  и назвала поступке Русије „груким кршењем међународног права “.
Украјина је одговорила санкцијама Русији, као и стављањем на црну листу и замрзавањем имовине бројних појединаца и ентитета умешаних у анексију. Украјина је започела кампању да не купује руске производе, а друге земље које подржавају позицију Украјине (нпр. Европска унија, Норвешка, Исланд, Швајцарска, Лихтенштајн, Албанија, Црна Гора, САД, Велика Британија, Канада, Аустралија, Нови Зеланд, Јапан, итд.) су следиле сличне мере. Русија је одговорила сличним мерама против Украјине и њених присталица, али није јавно открила списак људи или субјеката који су санкционисани.
Дана 19. марта 2014, све украјинске оружане снаге (у то време опкољене у својим базама од стране необележених војника) повучене су са Крима. 8. априла 2014. постигнут је споразум између Русије и Украјине о враћању интернираних бродова у Украјину и „за повлачење неоткривеног броја украјинских авиона заплењених на Криму“. Русија је вратила 35 бродова који су били заплењени током њене анексије Крима, али је једнострано суспендовала враћање материјала украјинске морнарице Украјини након што Украјина није обновила једнострано проглашено примирје 1. јула 2014. у рату у Донбасу. Тако се 16 мањих бродова вратило у Украјину.
Дана 15. априла, Врховна рада је прогласила Аутономну Републику Крим и Севастопољ под „привременом окупацијом “ од стране руске војске. Те територије су такође сматране „неотуђивим деловима Украјине“ које подлежу украјинском закону. Дана 19. марта 2014. све украјинске оружане снаге (у то време опкољене у својим базама од стране неуниформисаних војника) повучене су са Крима. Председник Путин је 17. априла 2014. изјавио да је руска војска подржала кримске сепаратистичке милиције, наводећи да је интервенција Русије неопходна „да би се обезбедили одговарајући услови да народ Крима може слободно да изрази своју вољу“.
Током марта и априла 2014. проруски немири су се ширили у Украјини, са проруским групама које су прогласиле „Народне републике“ у областима Доњецка и Луганска, 2017. оба делимично ван контроле украјинске владе.
Дана 17. јула 2014. лет 17 Малезија Ерлајнса оборен је ракетом земља-ваздух Бук лансираном са територије Украјине под контролом проруских сепаратиста. Погинуло је свих 283 путника и 15 чланова посаде.
Војни сукоби између проруских побуњеника (подржаних руском војском) и Оружаних снага Украјине почели су у региону Донбаса у априлу 2014. Дана 5. септембра 2014. украјинска влада и представници самопроглашене Доњецке Народне Републике и Луганске Народне Републике потписали су пробни прекид ватре – споразум   Прекид ватре је експлодирао усред нових интензивних борби у јануару 2015. Нови споразум о прекиду ватре ступио је на снагу средином фебруара 2015, али такође није успео да заустави борбе.
НАТО и Украјина оптужују Русију да учествује у директним војним операцијама за подршку Доњецкој Народној Републици и Луганској Народној Републици. Русија је то демантовала, али је у децембру 2015. председник Руске Федерације Владимир Путин признао да руски војни обавештајци делују у Украјини, инсистирајући ипак на томе да они нису исти као регуларне трупе. Русија је саопштила да руски „добровољци“ помажу сепаратистичким Народним републикама.
На седници Парламентарне скупштине Савета Европе 26. јуна 2014. Украјински председник Петро Порошенко изјавио је да билатерални односи са Русијом не могу бити нормализовани ако Русија не поништи једнострано припајање Крима и не врати контролу над Кримом Украјини. У фебруару 2015. Украјина је окончала споразум из 1997. да Руси могу да уђу у Украјину са интерном личном картом уместо путног пасоша.
У фебруару 2015. године закон „О заштити информационог телевизијског и радио простора Украјине“ забранио је приказивање (на украјинској телевизији) „аудиовизуелних дела“ која садрже „популаризацију, агитацију, пропаганду било које акције органа за спровођење закона, оружаних снага, других оружаних, војних или безбедносних снага окупаторске државе“. Годину дана касније руска продукција (на украјинској телевизији) смањена је за три до четири пута. Почетком марта 2014, а пре референдума о независности, на Криму је обустављено сво емитовање украјинских ТВ канала . Касније тог месеца, украјински национални савет за ТВ и радио-дифузију наредио је мере против неких руских ТВ канала, који су били оптужени за емитовање лажних информација о Украјини. Још петнаест руских ТВ канала забрањено је у марту 2016.

#### Континуирано погоршање односа
У мају 2015. Украјина је суспендовала споразум о војној сарадњи са Русијом, који је био на снази од 1993. Након распада међусобних пословних веза, Украјина је такође престала да испоручује компоненте које се користе за производњу војне опреме у Русији. У августу је Русија најавила да ће забранити увоз украјинске пољопривредне робе од јануара 2016. У октобру 2015. Украјина је забранила све директне летове између Украјине и Русије.
У новембру 2015. Украјина је затворила свој ваздушни простор за све руске војне и цивилне авионе. У децембру 2015, украјински посланици су гласали за увођење трговинског ембарга Русији као одмазду за отказивање зоне слободне трговине две земље и забрану увоза хране пошто је споразум о слободној трговини између Европске уније и Украјине ступио на снагу у јануару 2016. Русија уводи царине на украјинску робу од јануара 2016, пошто се Украјина придружила Дубокој и свеобухватној зони слободне трговине са ЕУ.
Од 2015. Украјина је забранила руским уметницима да уђу у Украјину, а такође је забранила и друга руска културна дела из Русије као „претњу националној безбедности“. Русија није узвратила. Руски министар спољних послова Сергеј Лавров је одговорио да „ Москва не би требало да буде као Кијев “ и да не би требало да намеће „црне листе“ и ограничења културним личностима Украјине. Лавров је додао да руски продуценти и филмска индустрија треба да узму у обзир „непријатељске нападе страних извођача у Русији” када с њима реализују културне пројекте.
Према подацима Државне граничне службе Украјине, број руских држављана који су прешли руско-украјинску границу (више од 2,5 милиона Руса у 2014.) опао је за скоро 50% у 2015.
Министарство спољних послова Украјине је 5. октобра 2016. године званично препоручило својим грађанима да избегавају путовања у Русију, због све већег броја неоснованих хапшења украјинских држављана од стране руских органа реда, рекавши да се често „грубо опходе према Украјинцима, користе незаконите методе физичког и психичког притиска, мучења и других дела којима се нарушава људско достојанство“. У резолуцији о Русији од 14. јуна 2018. Европски парламент је навео да је у Русији и на полуострву Крим 71 „незаконито притворени украјински држављанин“.
У фебруару 2017, украјинска влада је забранила комерцијални увоз књига из Русије, која је чинила до 60% свих наслова продатих у Украјини, након забране одређених наслова из августа 2015.
Украјински закон о образовању из 2017. чини украјински једини језик основног образовања у државним школама. Закон је наишао на критике званичника у Русији и Мађарској. Министарство спољних послова Русије је саопштило да је закон осмишљен да „насилно успостави моноетнички језички режим у мултинационалној држави“.
Украјински парламент усвојио је 18. јануара 2018. закон којим области које су заузеле Доњецка Народна Република и Луганска Народна Република дефинише као „привремено окупиране од стране Русије“. Закон је такође назвао Русију државом „агресором“.
У марту 2018. украјински граничари задржали су у Азовском мору рибарски брод Норд под руском заставом, регистрован на Криму, оптужујући посаду да је ушла на „територију која је била под привременом окупацијом“. Капитену Норда Владимиру Горбенку прети казна до пет година затвора.
У новембру 2018. Русија је пуцала и запленила три брода украјинске морнарице (и затворила своја 24 морнара у Москви) у близини обале Крима, ранивши чланове посаде. Догађај је изазвао љутите протесте испред руске амбасаде у Украјини и запаљен је аутомобил амбасаде. Сходно томе, у 10 украјинских пограничних области (региона) уведено је ванредно стање на период од 30 дана од 26. новембра. Војно стање је уведено јер је украјински председник Петро Порошенко тврдио да постоји претња „ратом пуног размера“ са Русијом.
Током ванредног стања (а почев од 30. новембра 2018.) Украјина је забранила свим руским мушкарцима између 16 и 60 година да уђу у земљу током периода ванредног стања, са изузецима у хуманитарне сврхе. Украјина је тврдила да је то била безбедносна мера која би спречила Русију да формира јединице „приватних“ армија на украјинском тлу. Савет за националну безбедност и одбрану Украјине саопштио је 27. децембра 2018. да је продужио „рестриктивне мере Државне граничне службе у вези са уласком руских мушкараца у Украјину“. (Према Државној граничној служби Украјине) између 26. новембра и 26. децембра 2018. одбијен је улазак у Украјину 1.650 руских држављана. Од 26. децембра 2018. до 11. јануара 2019. Државна гранична служба Украјине забранила је приступ Украјини за 800 држављана Русије.

#### Председништво Владимира Зеленског
2019. године, амандмани на Устав Украјине, учврстили су неповратност стратешког курса земље ка чланству у ЕУ и НАТО-у.
Недавно изабрани украјински председник Володимир Зеленски је 11. јула 2019. разговарао телефоном са руским председником Владимиром Путином након његовог позива руском лидеру да учествује у преговорима са Украјином, Сједињеним Државама, Немачком, Француском и Уједињеним Краљевством у Минску. Лидери су разговарали и о размени заробљеника које држе обе стране. Украјина и Русија су 7. септембра размениле заробљенике.
Руска државна енергетска компанија Гаспром и Украјина договорили су петогодишњи уговор о транзиту руског гаса у Европу крајем 2019.

### 2020-те
Зеленски је 2. фебруара 2021. одлучио да угаси проруске ТВ канале у власништву народног посланика Тараса Козака, блиског сарадника Виктора Медведчука, кума ћерке председника Русије Владимира Путина. За Медведчука се такође каже да је прави власник проруских ТВ канала.
Као део текућег руско-украјинског рата, борбе су ескалирале у првом кварталу 2021. године, са 25 украјинских војника који су погинули у сукобу, у поређењу са 50 колико је погинуло 2020. према украјинским властима. Крајем марта 2021. пријављена су велика кретања војне опреме у различитим областима унутар Русије, а опрема је била упућена на Крим и Ростовску и Вороњешку област . Различити обавештајни подаци у наредним месецима, укључујући саопштење руске новинске агенције ТАСС, процењују да је број војника који се налазе у Јужном војном округу који се граничи са зоном сукоба у Донбасу износио 85.000  до 90.000.
Упркос уверавањима званичника руске владе да трупе „не представљају претњу“, руски званичник Дмитриј Козак је изјавио да ће руске снаге деловати на „одбрани“ руских држављана у Украјини, а свака ескалација ће довести до „почетка краја Украјине“. Други политичари, попут немачке канцеларке Ангеле Меркел и секретара за штампу Беле куће Сједињених Америчких Држава Јен Псаки, дали су коментаре, Меркелова је телефонирала Путину и захтевала поништавање нагомилавања, а Псаки је то нагомилавање описала као „највеће од 2014. године“. Крајем октобра, руска новинска агенција ТАСС известила је о масовним вежбама у Астраханској области у којима је учествовало преко 1.000 људи и 300 комада војне опреме, укључујући ракетне системе Бук, С-300 и Тор-М2.
Путин је у јулу 2021. објавио есеј под насловом О историјском јединству Руса и Украјинаца, у којем наводи да Белоруси, Украјинци и Руси треба да буду у једној сверуској нацији као део руског света и да су „један народ“ који су „силе које су увек настојале да поткопају наше јединство“ желеле да „заваде па владају“. Есеј негира постојање Украјине као независне нације. Путин је написао: „Зид који је настао последњих година између Русије и Украјине, између делова суштински једног историјског и културног простора, сматрам једним великим, заједничким проблемом, трагедијом.
Амерички председник Џо Бајден је 7. децембра 2021. разговарао са Путином путем безбедне видео везе у вези са повећањем руског војног присуства и повећањем тензија на украјинској граници као одговор на намеру Украјине да се придружи НАТО-у, што је Путин описао као „безбедносну претњу“. Ове тензије су такође дошле у складу са избором Зеленског, који је одбио руско задирање у украјински суверенитет. Током видео конференције, Путин је рекао да се западна војна активност у Украјини приближава „црвеној линији“, поновивши да то види као претњу руској националној безбедности.
Бајден је одговорио изјавом да су Сједињене Државе спремне да уведу разне економске санкције које су штетније од санкција након анексије Крима ако Русија предузме војне акције, пре свега наводећи могућност издвајања Русије из глобалног финансијског телекомуникационог гиганта , Друштва за светску међубанкарску финансијску телекомуникацију, или СВИФТ. Међутим, европски лидери су страховали да би овај корак могао да изазове још оштрији одговор Русије.
9. децембра 2021. догодио се инцидент у којем је учествовао украјински командни брод Донбас, који је испловио из луке Мариупољ у 09:12 по московском времену, на путу ка Керчком мореузу (заједничке унутрашње воде Русије и Украјине, према споразуму). Према ФСБ-у, брод није реаговао на захтев за промену курса, већ је касније кренуо назад. Руско министарство спољних послова означило је овај инцидент као „провокацију“, док је Украјина одбацила руске приговоре као део „информационог напада“ на Кијев.
Истог дана, Бајден је позвао Зеленског у вези са тензијама у региону Донбаса и унутрашњом реформом у Украјини, при чему је Зеленски издао изјаву у којој се захвалио Бајдену на „снажној подршци“. Секретар за штампу Беле куће Џен Псаки рекла је новинарима да је „председничка намера да уђе у овај позив била да обавести председника Зеленског о његовом разговору са председником Путином и подвуче нашу подршку суверенитету и територијалном интегритету Украјине“. Упркос овим уверавањима, Бајден је нагласио да идеја да ће „Сједињене Државе једнострано употребити силу да се супротставе Русији од инвазије на Украјину тренутно није... у плану“. али да би, ако би Русија извршила инвазију на Украјину, дошло до „тешких последица“.
Амерички сенатор Боб Менендез, председник Комитета Сената за спољне послове, поново је предложио идеју оштрих санкција, „на максималном крају спектра“, и поновио могућност искључивања Русије из СВИФТ-а, рекавши да би „сам Путин, као и његов најужи круг, изгубио приступ међународним банковним рачунима на Западу. Русија би била одсечена од економског система на Западу“. Немачки канцелар Олаф Шолц је такође упозорио на "последице" за гасовод Северни ток 2, пројекат руског гасовода којим управља Гаспром у оквиру подружнице Норд Стреам АГ 2 у потпуном власништву, која испоручује природни гас Немачкој. Иако је Бајден одбацио директну америчку војну интервенцију у Украјини, поменуо је да би од Сједињених Држава могло да се „тражи да појачају наше присуство у земљама НАТО-а како би увериле посебно оне на источном фронту“.
Украјински генерал Кирило Буданов рекао је, говорећи за Њујорк тајмс, да „нема довољно војних ресурса да се одбије велики напад Русије ако почне без подршке“ додатних снага и да „без испоруке резерви, нема војске на свету која може да издржи“.
Русија је 21. фебруара 2022. званично признала Доњецку Народну Републику и Луганску Народну Републику, две отцепљене државе на истоку Украјине. Истог дана Путин је наредио распоређивање трупа на територији коју држе ЛНР и ДНР. Британски премијер Борис Џонсон упозорио је да Русија планира „највећи рат у Европи од 1945. године“, јер Путин намерава да изврши инвазију и опколи Кијев.
Зеленски је 22. фебруара 2022. рекао да ће размотрити могућност прекида дипломатских односа Украјине са Русијом.

## Историја после руске инвазије

### 2022.
Иако је Русија више пута порицала било какве планове за инвазију на Украјину, руска војска је на крају извршила инвазију на Украјину 24. фебруара, са копненим и ваздушним нападима широм многих делова земље, укључујући престоницу Кијев. Председник Зеленски је убрзо саопштио да је Украјина прекинула све дипломатске односе са Русијом.
Зеленски је 26. фебруара 2022. рекао да украјински војници блокирају кретање руских трупа према Кијеву, док је неколико западних нација реаговало на раније предложене санкције, одсекавши бројне руске институције од главног светског система финансијских плаћања СВИФТ. Зеленски је рекао да је „99,9 одсто сигуран“ да Путин мисли да ће Украјинци дочекати инвазионе снаге са „цвећем и осмехом“.
Дана 5. марта 2022. године, према руској новинској агенцији РИА, руско министарство спољних послова позвало је чланице Европске уније и НАТО-а да „престану да испоручују оружје” Украјини. Москва је посебно забринута да би преносиве противваздушне ракете Стингер могле пасти у руке терориста, представљајући претњу за авионе, наводи се у извештају. Русија је раније испоручивала противваздушне ракете проруским сепаратистима.
Дана 5. априла 2022. године, Лиз Трус, министарка спољних послова Уједињеног Краљевства, најавила је да ће Британија распоредити истражитеље у Украјину да помогну у прикупљању доказа о ратним злочинима, укључујући сексуално злостављање. У априлу 2022. године, у интервјуу италијанском листу Corriere della Sera, руски политиколог Сергеј Караганов, који се сматра блиским Путину, изјавио је да ће „рат бити победнички, на овај или онај начин. Претпостављам да ће демилитаризација бити постигнута и денацификација.
Дана 10. маја 2022, објављено је да је Русија одговорна за велики сајбер напад на Виасат- ову КА-САТ мрежу непосредно пре руског упада на украјинску територију, првенствено усмерен на дигиталну имовину украјинске војске. Обавештајни подаци Националног центра за сајбер безбедност Уједињеног Краљевства су навели да су напади такође изазвали поремећај ветроелектрана и других корисника интернета у централној Европи. У саопштењу Савета ЕУ, сајбер напад је такође имао „значајан утицај изазивајући неселективне прекиде у комуникацији и прекиде у неколико јавних органа, предузећа и корисника у Украјини“.
Војни саветник председника Зеленског Алексиј Арестович рекао је да је у првих 100 дана рата погинуло до 10.000 украјинских војника. Почетком јуна 2022. украјински политичар Михаил Подољак рекао је да је до 200 украјинских војника гинуло у борбама сваког дана.
Путин је 17. јуна 2022. године на Међународном економском форуму у Санкт Петербургу рекао да ће се односи између Русије и Украјине нормализовати по завршетку „специјалне војне операције“. Путин је 30. септембра потписао указе којима су Доњецка, Луганска, Запорошка и Херсонска области Украјине припојене Руској Федерацији. Анексије нису признате од стране међународне заједнице и незаконите су по међународном праву.
Током руске инвазије на Украјину Дмитриј Медведев, заменик председника Савета безбедности Русије и бивши руски председник, јавно је написао да „Украјина НИЈЕ земља, већ вештачки прикупљене територије“ и да украјински „НИЈЕ језик“ већ „мешанчев дијалект“ руског. Медведев је такође рекао да Украјина не би требало да постоји ни у ком облику и да ће Русија наставити да ратује против било које независне украјинске државе. Штавише, Медведев је у јулу 2023. тврдио да би Русија морала да употреби нуклеарно оружје да је украјинска контраофанзива 2023. била успешна. Према Медведеву, "постојање Украјине је фатално опасно за Украјинце и да ће они схватити да је живот у великој заједничкој држави бољи од смрти. Њихова смрт и смрт њихових најмилијих. И што пре Украјинци то схвате, то боље". Медведев је 22. фебруара 2024. описао будуће планове Русије у руско-украјинском рату када је тврдио да ће руска армија ићи даље у Украјину, заузети јужни град Одесу и можда поново прогурати до главног града Украјине Кијева, и изјавио „Где да станемо? Не знам“. Због својих тврдњи Медведева су украјински медији описали као „руског рашисту (руског фашисту)“.
18. октобра 2022. године, Сергеј Суровикин, командант руских снага у Украјини, рекао је у интервјуу руским медијима да је „наш противник злочиначки режим, док смо ми и Украјинци један народ и желимо исто: да Украјина буде земља која је пријатељска Русији и независна од Запада“ 
Путин је у децембру 2022. рекао да би рат против Украјине могао бити „дуг процес“. Стотине хиљада људи је погинуло у руско-украјинском рату од фебруара 2022. У јануару 2023. Путин је као услов за мировне преговоре са Украјином навео признање суверенитета Русије над окупираним и анектираним територијама .

### 2023
Украјински парламент је 21. марта 2023. усвојио закон којим је забрањена топонимија са именима везаним за Русију. У образложењу закона наведено је да је то „забрана давања географских назива објектима који величају, перпетуирају, промовишу или симболизују окупаторску државу“.
Дана 20. октобра 2023. године, Врховна рада је покренула кораке за забрану УПЦ због њених наводних веза са Русијом. Ово је дошло упркос томе што је УПЦ тврдила да је прекинула везе са Москвом након руске инвазије.
Председник је 31. октобра 2023. предложио у Раду предлог закона о прекиду конзуларних односа са Русијом.
Министарство унутрашњих послова Украјине издало је 15. децембра 2023. године налог за хапшење патријарха Кирила, поглавара Руске православне цркве из Москве. У њему је окарактерисан као „појединац који се крије од органа преткривичне истраге“.

### 2024.
У фебруару 2024, Путин је тврдио да руско-украјински рат има „елементе грађанског рата“ и да ће се „руски народ поново ујединити“, док се Украјинска православна црква (огранак Руске православне цркве, која углавном подржава руску инвазију на Украјину и обавезно јавно заједно моли за војну победу над нашом Украјином) „заједнички моли“. Ипак, на званичном владином сајту Украјине стоји да Украјинци и Руси нису „ једна нација “ и да се Украјинци идентификују као независна нација. Анкета коју је „ Ратинг “ спровео у априлу 2022. године показала је да огромна већина (91 одсто) Украјинаца (не рачунајући територије Украјине које је окупирала Русију) не подржава тезу да су „Руси и Украјинци један народ“.
Дана 4. марта 2024, током фестивала у Сочију, Дмитриј Медведев је изјавио да је „један од бивших лидера Украјине једном рекао да Украјина није Русија. Тај концепт треба да нестане заувек“ и изјавио да је „Украјина дефинитивно Русија“. Овим речима Медведев се осврнуо на књигу бившег украјинског председника Леонида Кучме из 2003. Украјина није Русија. У новембру 2023, Кучма је представио своју нову књигу Украјина није Русија: двадесет година касније.

## Граница
Русија и Украјина деле 2,295 km (1,426 mi) границе. Украјинска влада је 2014. године представила план за изградњу одбрамбеног система ограђеног зидом дуж границе са Русијом, названог „Пројекат зид“. Очекивало се да ће коштати скоро 520 долара милиона, потребно је четири године да се заврши и у изградњи је од 2015. У јуну 2020. Државна гранична стража Украјине је очекивала да ће пројекат бити завршен до 2025. године, иако је Гранична служба навела да је завршен у јануару 2022.
Украјина је 1. јануара 2018. увела биометријске контроле за Русе који улазе у земљу. Украјински председник Петро Порошенко потписао је 22. марта 2018. декрет којим се тражи од руских држављана и „појединаца без држављанства, који долазе из земаља са ризиком од миграције“ (више детаља није дато) да унапред обавесте украјинске власти о разлогу свог путовања у Украјину.
Украјина је од 30. новембра 2018. забранила свим руским мушкарцима између 16 и 60 година да уђу у земљу, осим у хуманитарне сврхе.
Од 1. јула 2022. грађани Русије морају да поднесу захтев за визу за улазак у Украјину. Током првих 4,5 месеца визног режима издато је 10 виза и седам руских држављана је ушло у Украјину са визом (углавном из хуманитарних разлога).

## Индустрија наоружања и ваздухопловства
Украјински и руски сектори производње оружја и авијације остали су дубоко интегрисани након распада Совјетског Савеза. Украјина је осми највећи светски извозник наоружања према Међународном институту за истраживање мира у Стокхолму, а према аналитичарима које цитира The Васхингтон Пост, око 70% украјинског извоза везаног за одбрану стигло је у Русију пре 2014, или скоро 1 амерички долар. милијарди. Потенцијално стратешки осетљив извоз из Украјине у Русију укључивао је 300–350 хеликоптерских мотора годишње, као и разне друге авионске моторе из Мотор Сича у Запорожју, интерконтиненталне балистичке ракете из Јужмаша у Дњепру, системе за навођење ракета из фабрика у Харкову, 20 миља уранијума у руској потрошњи, 20 миља воде у Русији 0 зупчаника који се користе у руским ратним бродовима произвођача Николајев и нафте и гаса из Азовског мора.
У марту 2014, након руске анексије Крима, Украјина је забранила сваки извоз наоружања и војне опреме у Русију. "Jane's Information Group" је веровала (31. марта 2014.) да, иако би снабдевање могло да буде успорено украјинским ембаргом, мало је вероватно да ће нанети било какву стварну штету руској војсци.

## Народно мишљење и филозофија

### У Русији
У анкетама спроведеним пре 2014. године, Руси углавном кажу да имају негативнији став према Украјини него обрнуто. Анкете у Русији су показале да се након радикалних изјава руских званичника или предузимања драстичних акција против Украјине однос испитаника према Украјини (сваки пут) погоршавао. Питања која су повриједила поглед Руса на Украјину су:
- Могуће чланство Украјине у НАТО-у
- Украјински покушаји да се Голодомор призна као геноцид над украјинском нацијом
- Покушаји одавања почасти Украјинској устаничкој војсци

Иако је велика већина Украјинаца гласала за независност у децембру 1991. године, руска штампа је у наредним годинама приказивала независност Украјине као дело „ националиста “ који су „изврнули“ „исправне“ инстинкте маса према студији из 1996. године. Студија тврди да је то утицало на руску јавност да верује да је украјинска политичка елита једина ствар која блокира „искрену жељу Украјинаца“ да се поново уједине са Русијом. Неки чланови руске политичке елите наставили су да тврде да је украјински руски дијалект и да Украјина (и Белорусија) треба да уђу у састав Руске Федерације. У интервјуу из јуна 2010. Михаил Зурабов, тадашњи руски амбасадор у Украјини, изјавио је да су „Руси и Украјинци јединствена нација са неким нијансама и особеностима“. Украјинска историја се не третира као посебан предмет на водећим руским универзитетима, већ је инкорпорирана у историју Русије.
Према експертима, руска влада негује имиџ Украјине као непријатеља како би прикрила сопствене унутрашње грешке. Аналитичари попут Филипа П. Пана (пише за The Washington Post) тврдили су крајем 2009. да су руски медији тадашњу Владу Украјине приказали као антируску.
| Мишљење   | октобар 2008 | Април 2009 | јун 2009. | септембар 2009. | новембар 2009. | септембар 2011. | фебруар 2012. | мај 2015. |
| --------- | ------------ | ---------- | --------- | --------------- | -------------- | --------------- | ------------- | --------- |
| Позитивно | 38%          | 41%        | 34%       | 46%             | 46%            | 68%             | 64%           | 26%       |
| Негативно | 53%          | 49%        | 56%       | 44%             | 44%            | 25%             | 25%           | 59%       |

80% је имало „добар или веома добар“ став према Белорусији 2009.
Током 1990-их, анкете су показале да већина људи у Русији није могла да прихвати распад Совјетског Савеза и независност Украјине. Према анкети ВТсИОМ из 2006. 66% свих Руса жалило је због распада Совјетског Савеза. 50% испитаника у Украјини у сличној анкети одржаној у фебруару 2005. изјавило је да жали због распада Совјетског Савеза. У анкетама 2005. (71%) и 2007. (48%), Руси су изразили жељу да се уједине са Украјином; иако је уједињење искључиво са Белорусијом било популарније.
Анкета објављена 5. новембра 2009. показала је да 55% Руса верује да би однос са Украјином требало да буде пријатељство између „две независне државе”. Анкета Левада центра крајем 2011. године показала је да 53% анкетираних Руса преферира пријатељство са независном Украјином, 33% преферира да Украјина буде под економском и политичком контролом Русије, а 15% је неодлучно. Према Левадиној анкети из 2012. године, 60% Руса преферира Русију и Украјину као независне, али пријатељске државе са отвореним границама без виза и царина; број присталица уједињења порастао је за 4% до 20% у Русији. Двадесет анкета које је Левада центар спровео од јануара 2009. до јануара 2015. показало је да мање од 10% Руса подржава да Русија и Украјина постану једна држава. У анкети из јануара 2015. 19% је желело да источна Украјина постане део Русије, а 43% да она постане независна држава.
Истраживање Универзитета у Ослу из новембра 2014. показало је да већина Руса сматра Украјину нелегитимном државом у њеним међународно признатим границама и са тадашњом владом. Према истраживању Левада центра из априла 2015. на питање „Шта би требало да буду примарни циљеви Русије у њеним односима са Украјином?“ (дозвољено више одговора), најчешћи одговори су били: Обнављање добросуседских односа (40%), задржавање Крима (26%), развој економске сарадње (21%), спречавање уласка Украјине у НАТО (20%), повећање цена гаса за Украјину као и за друге европске земље (19%) и смењивање актуелног украјинског руководства (16%).
У фебруару 2019. 82% Руса имало је позитиван став према Украјинцима, али само 34% Руса има позитиван став према Украјини, а само 7% Руса има позитиван став према руководству Украјине.
Неки посматрачи су приметили оно што су описали као „ борбу генерација “ међу Русима, при чему је већа вероватноћа да ће млађи Руси бити против Путина и његове политике, а старији Руси ће вероватније прихватити наратив који представљају медији под контролом државе у Русији. Према истраживању Левада центра из марта 2021. године, 68% Руса од 18 до 24 године имало је позитивне ставове о Украјини. Анкета Леваде објављена у фебруару 2021. показала је да 80% Руса подржава независност Украјине од Русије, а само 17% Руса жели да Украјина постане део Русије.
На размишљање многих Руса, укључујући руску политичку елиту, о Украјини такође је утицао концепт руског света, а такође и националистички филозофи као што је Александар Дугин који се често назива Путиновим мозгом. Концепт руског света је тоталитарна идеологија заснована на специфичној теологији која декаденцију Запада види као непријатеља руске културе, а рат сматра легитимним методом прочишћавања света од демонског. Неки верују да је Дугин поставио идеолошку основу за руску инвазију на Украјину 2022. као део свог залагања да Украјина постане „чисто административни сектор руске централизоване државе“, који он назива Новоросијом, или Новорусијом. Крајем марта 2022. године, анкета коју је у Русији спровео Левада центар закључила је следеће: На питање зашто мисле да се војна операција одвија, испитаници су одговорили да је то била заштита и одбрана цивила, етничких Руса или људи који говоре руски у Украјини (43%), да би се спречио напад на Русију (25%), да би се отарасили националиста и „денацификовали регион у Украјини и Украјини (3%).“ 

### У Украјини
| Опинион   | октобар 2008 | јун 2009. | септембар 2009. | новембар 2009. | септембар 2011. | јануар 2012. | април 2013. | март–јун 2014. | јун 2015. |
| --------- | ------------ | --------- | --------------- | -------------- | --------------- | ------------ | ----------- | -------------- | --------- |
| Добро     | 88%          | 91%       | 93%             | 96%            | 80%             | 86%          | 70%         | 35%            | 21%       |
| Негативно | 9%           | -         | -               | -              | 13%             | 9%           | 12%         | 60%            | 72%       |

Анкета објављена 5. новембра 2009. показала је да око 67% Украјинаца верује да би однос са Русијом требало да буде пријатељство између „две независне државе”. Према анкети из 2012. године Кијевског међународног института за социологију (КИИС), 72% Украјинаца преферира Украјину и Русију као независне, али пријатељске државе са отвореним границама без виза и царина; број присталица уједињења у Украјини се смањио за 2% на 14%.
У децембру 2014,85 % Украјинаца (81% у источним регионима) оценило је односе са Русијом као непријатељске (56%) или напете (29%), према истраживању Дојче велеа које није укључивало Крим и део Донбаса који контролишу сепаратисти. Галуп је известио да је 5% Украјинаца (12% на југу и истоку) одобравало руско руководство у анкети од септембра до октобра 2014. године, што је пад у односу на 43% (57% на југу и истоку) годину дана раније.
У септембру 2014. године, истраживање Алексеја Наваљног у градовима Одесе и Харкова, углавном руских језика, показало је да 87% становника жели да њихов регион остане у Украјини, 3% желе да се придруже Русији, 2% желе да се придруже „Новоросији“, а 8% је неодлучно. Анкета КИИС-а спроведена у децембру 2014. показала је да се 88,3% Украјинаца противи придруживању Русији.
Према Ал Џазири, „анкета спроведена 2011. године показала је да 49% Украјинаца има рођаке који живе у Русији... недавна [фебруара 2019.] анкета коју је спровео независни руски истраживачки центар „ Левада “ показује да 77% Украјинаца и 82% Руса мисле позитивно једни о другима као о људима“.
У фебруару 2019,77 % Украјинаца је било позитивно о Русима, 57% Украјинаца позитивно о Русији, али само 13% Украјинаца има позитиван став према руској влади.
У марту 2022, недељу дана након руске инвазије на Украјину, 98% Украјинаца – укључујући 82% етничких Руса који живе у Украјини – рекло је да не верује да је било који део Украјине с правом део Русије, према анкетама лорда Ешкрофта које нису укључивале Крим и део Донбаса који контролишу сепаратисти. 97% Украјинаца рекло је да има негативан став о руском председнику Владимиру Путину, док је још 94% рекло да негативно гледа на руске оружане снаге. 81% Украјинаца је рекло да има веома неповољан или донекле неповољан став о руском народу. 65% Украјинаца – укључујући 88% оних који су руске националности – сложило се да „упркос нашим разликама, етничке Русе који живе у Украјини и Украјинце више уједињује него што нас раздваја“.
Крајем 2021. 75% Украјинаца имало је позитиван став према обичним Русима, док је у мају 2022. 82% Украјинаца имало негативан став према обичним Русима.

## Уговори и споразуми
- Чланци из марта 1654. (2. април 1654.) [302] (поткопани Вилнинским примирјем, Хадијашким уговором, Андрусовским уговором)
  - одобрио Козачки савет (Перејаслав, 18. јануар 1654.)
- Синдикални радничко-сељачки уговор (28. децембар 1920) [303]
- Уговор о унији (30. децембар 1922; 31. јануар 1924) (превазиђен Белавешким споразумом) [303]
  - одобрио 7. свеукрајински конгрес совјета (10. децембар 1922) [304]
  - ратификован на 9. свеукрајинском конгресу совјета (мај 1924) [303]
- Совјетски декрет из 1954.: Трансфер Кримске области из РСФСР-а у Украјинску Совјетску Социјалистичку Републику (фебруар 1954.) [305]
  - декретом Президијума Врховног совјета СССР (19. фебруар 1954.) [306]

- Уговор између Руске СФСР и Украјинске ССР (Кијев, 19. новембар 1990) (превазиђен уговором из 1997) [307]
  - ратификован од стране Врховног савета руске СФСР (23. новембар 1990.) [307]
  - ратификован од стране Врховног савета Украјине (1990) „да“: 352, „не“: 0 [307]
- Белавешки споразум (8. децембар 1991.)
- Будимпештански меморандум о гаранцијама безбедности (5. децембар 1994.)
  - Након анексије Крима од стране Руске Федерације и каснијег рата у Донбасу 2014. године, Украјина,[127] САД,[308][309] Канада,[310] УК,[311] заједно са другим земљама,[312] су изјавиле да руско учешће представља кршење њених обавеза према Биллину Борису и Украјини, потписаном од стране Будимпеште, меморора и Украјине. Јељцин, Џон Мејџор и Леонид Кучма,[313][314] и кршењем украјинског суверенитета и територијалног интегритета.
- Уговор о подели о статусу и условима Црноморске флоте (Кијев, 28. мај 1997) [32]
  - ратификован од стране Савезне скупштине Руске Федерације (2. марта 1999.)
  - Државна дума је 31. марта 2014. једногласно одобрила отказивање споразума од стране 433 посланика [315]
- Уговор о пријатељству, сарадњи и партнерству између Руске Федерације и Украјине (Кијев, 31. мај 1997.) [316]
- Уговор између Руске Федерације и Украјине о сарадњи у коришћењу Азовског мора и Керчког мореуза (2003.)
- 2010 Харковски пакт
  - и руски и украјински парламент су ратификовали споразум 27. априла 2010.[93]
  - Државна дума је 31. марта 2014. једногласно одбацила споразум од стране 433 посланика [315]

Украјина (такође) је раскинула неколико уговора и споразума са Русијом од почетка руске анексије Крима (на пример, споразуми у области војне и техничке сарадње потписани 1993. године).
Украјина и Русија су се у децембру 2019. договориле да до краја године спроведу потпуни прекид ватре у источној Украјини. Преговоре су посредовале Француска и Немачка, где су земље у сукобу извршиле опсежну размену заробљеника заједно са повлачењем украјинске војске из три главна региона који су били на линији фронта.
Дана 17. јула 2022. године, руске, украјинске и турске војне делегације састале су се са званичницима Уједињених нација у Истанбулу како би започели разговоре о наставку извоза украјинског жита из црноморске луке Одеса. Руски и украјински званичници су 22. јула 2022. потписали споразум о дозволи извоза житарица из украјинских црноморских лука. Према споразуму, коалиција турског, украјинског и особља УН ће надгледати утовар жита у бродове у украјинским лукама, како би ублажила страхове Русије од кријумчарења оружја  пре него што крене унапред планираном рутом кроз Црно море, које је и даље тешко минирано од стране украјинских и руских снага. Русија је 29. октобра 2022. године саопштила да суспендује своје учешће у договору о житу, као одговор на, како је назвала, велики украјински напад дроном на њену црноморску флоту.

## Територијални спорови
Између две земље постоји низ територијалних спорова:
- Крим укључујући Севастопољ, Керчки мореуз, Азовско море . Русија полаже право на територију Крима резолуцијом #1809-1 Врховног савета Руске Федерације „О правној оцени одлука врховних органа државне власти РСФСР о промени статуса Крима која је донета 1954. године“. 2014. године Крим је припојен Русији. Украјина ово сматра анексијом и кршењем међународног права и споразума од стране Русије, укључујући Споразум о оснивању Заједнице независних држава из 1991. године, Хелсиншки споразум, Уговор о неширењу нуклеарног оружја из 1994. и Уговор о пријатељству, сарадњи и партнерству Руске Федерације и Украјине .[323] Многи светски лидери су овај догађај осудили као незакониту анексију украјинске територије, чиме се крши Будимпештански меморандум о суверенитету и територијалном интегритету Украјине из 1994, који је потписала Русија.[324] То је довело до тога да су остале чланице тадашње Г8 суспендовале Русију из групе,[325] а затим су увеле прву рунду санкција тој земљи. Генерална скупштина Уједињених нација је такође одбацила гласање и анексију, усвојивши необавезујућу резолуцију којом се потврђује „територијални интегритет Украјине унутар њених међународно признатих граница“.[326][327] Такође погледајте: Међународне реакције на анексију Крима од стране Руске Федерације, Међународне санкције током руско-украјинског рата
- Острво Тузла . Тузлански сукоб је неријешен од 2003. године.
- Неки руски националисти оспоравају независно постојање Украјине, сматрајући Украјинце (као и Белорусе) да припадају руској нацији, а Украјину Великој Русији .[328] Путин је 2006. наводно изјавио: „Украјина чак није ни држава“; након анексије Крима, у јулу 2021. изјавио је да су Украјинци и Руси „један народ “. У фебруару 2020. водећи идеолог Кремља Владислав Сурков изјавио је: „Нема Украјине“.[329][330] Према научнику за међународне односе Бјерну Александру Дибену, „у руској јавности се обично сматра очигледним да је Крим историјски био руска територија, али и да је цела Украјина у суштини историјски део Русије“.[331]
- Министар одбране Велике Британије Бен Волас је 2022. године окарактерисао Путинов чланак „ О историјском јединству Руса и Украјинаца “ као „искривљено и селективно резоновање да би се оправдало, у најбољем случају, потчињавање Украјине, а у најгорем случају насилно уједињење те суверене земље“.[332]

## Културни односи
Утврђено је да Украјина има ближе вредности Русији од скоро било које земље ЕУ. Међутим, млађи Украјинци се противе овом тренду.

### Уклањање руских назива улица и споменика широм Украјине
Дана 26. априла 2022. демонтирана је скулптура испод Лука пријатељства народа у Кијеву, која приказује украјинског радника и руског радника како стоје заједно. Планирано је и преименовање свода и споменика Свод пријатељства народа и његово преименовање у нови споменик. Ово би био један од првих корака у плану за рушење око 60 споменика и преименовање десетина улица повезаних са Совјетским Савезом, Русијом и руским личностима широм Украјине. Неколико дана пре него што је уклоњена статуа Луке пријатељства народа, аспекти овог преименовања улице и плана уклањања споменика већ су се спроводили иу другим областима у Украјини. Украјина је одлучила да преименује улице украјинских градова по таквим руским историјским личностима као што су Петар Иљич Чајковски или Лав Толстој . Након руске инвазије на Украјину, као део дерусификације Украјине, руски филмови, књиге и музика су забрањени, а споменици руским и руско-украјинским личностима као што је Михаил Булгаков уклоњени.

## Тржиште енергије
Од совјетских времена, украјинска електроенергетска мрежа је део јединствене мреже која укључује Белорусију и Русију. Дмитриј Кулеба је у фебруару 2021. рекао да Украјина планира да се искључи из електроенергетске мреже са Белорусијом и Русијом до краја 2023. године. Истовремено, министар спољних послова је навео да Украјина жели да украјинску електромрежу учини интегрисаним делом европске мреже. У поноћ 24. фебруара украјински електроенергетски систем је искључен из електроенергетског система Русије и Белорусије.